# Alfabetización por Televisión
Alfabetización por televisión fue un proyecto educativo implementado en México por la Secretaría de Educación Pública en 1965 con el propósito de «utilizar el auge de la televisión como estrategia para reducir el gran índice de analfabetismo».
El programa, que contó con el apoyo tecnológico de la Secretaría de Comunicaciones y Transportes, comenzó el 24 de febrero de 1965 ante la carencia de escuelas y docentes de educación secundaria y los elevados índices de analfabetismo en México. Lo anterior dio origen a las clases de telesecundaria en el país a partir de agosto del mismo año, inicialmente en circuito cerrado y con una matrícula de 1229 estudiantes inscritos. Su éxito propició que tres años después, en 1968, el modelo educativo se extendiera a ocho estados y contara con poco más de 6500 estudiantes.